# Tischtennisweltmeisterschaft 1933
Die 7. Tischtennisweltmeisterschaft fand vom 31. Januar bis 5. Februar 1933 im Kurort Baden (Österreich) in der Trink-Kurhalle (heutiges Spielkasino) statt. Es waren Spieler und Spielerinnen aus 16 Nationen vertreten, darunter erstmals welche aus Belgien.

## Übersicht
Elf Mannschaften kämpften um den Titel bei den Herren. Als einziges außer-europäisches Land trat Britisch-Indien an. Ungarn hatte im Vorfeld Probleme, eine starke Mannschaft aufzustellen: einige starke Nachwuchskräfte waren beim Militär eingezogen, Bellák und Szabados fehlten aus disziplinarischen Gründen. Trotzdem war Ungarn stark genug, um den Titel des Weltmeisters zurückzuerobern. Bereits in der ersten Runde besiegte man den Titelverteidiger aus der Tschechoslowakei in einem heftig umkämpften Spiel.
Die deutsche Mannschaft überraschte mehrmals angenehm bei der sehr knappen 4:5-Niederlage gegen den amtierenden Weltmeister Tschechoslowakei sowie dem klaren 5:1-Sieg gegen Jugoslawien. Schließlich reichte es aber doch nur zum 7. Platz.
Im Herreneinzel verteidigte der Ungar Victor Barna seinen Titel. Bei den Damen gewann im rein ungarischen Endspiel erneut Anna Sipos gegen Mária Mednyánszky. Astrid Krebsbach aus Deutschland belegte den 3. Platz. Einen weiteren 3. Platz für Deutschland holten Anita Felguth/Annemarie Schulz im Damendoppel.

## ITTF-Kongress
- Der Westdeutsche Tischtennisverband WTTV stellte vergeblich den Antrag, eigenständiges Mitglied im Weltverband ITTF zu werden.[1][2]
- Schweiz und Polen wurden neue ITTF-Mitglieder, der Aufnahmeantrag von Nordirland wurde abgelehnt.[2]

## Ergebnisse
Folgende Deutsche nahmen nur an den Individualwettbewerben teil:
- Herren: Herbert Caro, Gnilka
- Damen: Anita Felguth, Astrid Krebsbach, Annemarie Schulz

Ungarn wurde als erfolgreichste Nation gewertet und erhielt dafür zum dritten Mal in Folge einen Wanderpokal, den Karl-Andreka-Preis.
| Wettbewerb        | Rang | Sieger                                                                                              |
| ----------------- | ---- | --------------------------------------------------------------------------------------------------- |
| Mannschaft Herren | 1.   | Ungarn (István Boros, Sándor Glancz, Lajos Dávid, Victor Barna, István Kelen)                       |
| Mannschaft Herren | 2.   | Tschechoslowakei (Miloslav Hamr, Karel Svoboda, Stanislav Kolář, Oldrich Blecha, Kohn)              |
| Mannschaft Herren | 3.   | Österreich (Paul Flußmann, Erwin Kohn, Terry Weiss, Manfred Feher, Alfred Liebster)                 |
| Mannschaft Herren | 3.   | England (David Jones, Andrew Millar, Edward Rimer, Alec Brook, Adrian Haydon)                       |
| Mannschaft Herren | 7.   | Deutschland (Nikita Madjaroglou, Heinz Benthien, Heinz Nickelsburg, Erich Deisler, Albert Schimmel) |
| Mannschaft Damen  |      | entfällt                                                                                            |
| Herren Einzel     | 1.   | Victor Barna – HUN                                                                                  |
| Herren Einzel     | 2.   | Stanislav Kolář – TCH                                                                               |
| Herren Einzel     | 3.   | Sándor Glancz – HUN                                                                                 |
| Herren Einzel     | 3.   | Adrian Haydon – ENG                                                                                 |
| Damen Einzel      | 1.   | Anna Sipos – HUN                                                                                    |
| Damen Einzel      | 2.   | Mária Mednyánszky – HUN                                                                             |
| Damen Einzel      | 3.   | Astrid Krebsbach – GER                                                                              |
| Damen Einzel      | 3.   | Magda Gál – HUN                                                                                     |
| Herren Doppel     | 1.   | Victor Barna/Sándor Glancz – HUN                                                                    |
| Herren Doppel     | 2.   | István Kelen/Lajos Dávid – HUN                                                                      |
| Herren Doppel     | 3.   | Manfred Feher/Alfred Liebster – AUT                                                                 |
| Herren Doppel     | 3.   | Erwin Kohn/Paul Flußmann AUT                                                                        |
| Damen Doppel      | 1.   | Mária Mednyánszky/Anna Sipos – HUN                                                                  |
| Damen Doppel      | 2.   | Magda Gál/Emiline Racz – HUN                                                                        |
| Damen Doppel      | 3.   | Anita Felguth/Annemarie Schulz – GER                                                                |
| Damen Doppel      | 3.   | Jozka Veselska/Marie Walterova – TCH                                                                |
| Mixed             | 1.   | István Kelen/Mária Mednyánszky – HUN                                                                |
| Mixed             | 2.   | Sándor Glancz/Magda Gál – HUN                                                                       |
| Mixed             | 3.   | Victor Barna/Anna Sipos – HUN                                                                       |
| Mixed             | 3.   | Nikita Madjaroglou/Annemarie Schulz – GER                                                           |

## Wissenswertes
Mit 57 Jahren war der Engländer Arthur Wilmott der älteste Teilnehmer. Jüngster Aktiver war der 14-jährige Franzose Daniel Guerin. Gekämpft wurde an fünf Tischen, 800 Tischtennisbälle wurden benötigt.

## Medaillenspiegel
| Rang  | Land             | Gold | Silber | Bronze | Gesamt |
| ----- | ---------------- | ---- | ------ | ------ | ------ |
| 1     | Ungarn           | 6    | 4      | 3      | 13     |
| 2     | Tschechoslowakei | 0    | 2      | 1      | 3      |
| 3     | Österreich       | 0    | 0      | 3      | 3      |
| 4     | Deutsches Reich  | 0    | 0      | 3      | 3      |
| 5     | England          | 0    | 0      | 2      | 2      |
| Total | Total            | 6    | 6      | 12     | 24     |